# Osvaldo
Osvaldo ist eine italienische, spanische und portugiesische Form des männlichen Vornamens Oswald. Eine spanische Variante des Namens ist Oswaldo.

## Namensträger

### Osvaldo
- Osvaldo Alonso (* 1985), kubanischer Fußballspieler
- Osvaldo Ardiles (* 1952), argentinischer Fußballspieler
- Osvaldo Bagnoli (* 1935), italienischer Fußballspieler und -trainer
- Osvaldo Batocletti (1950–2019), argentinischer Fußballspieler
- Osvaldo Bayer (1927–2018), argentinischer Schriftsteller, Historiker, Journalist und Menschenrechtsaktivist
- Osvaldo Berlingieri (1928–2015), argentinischer Tangopianist und -komponist
- Osvaldo Cacciatore (1924–2007), argentinischer Offizier der Luftwaffe
- Osvaldo Canziani (1923–2015), argentinischer Klimatologe
- Osvaldo Cavandoli (1920–2007), italienischer Cartoonist
- Osvaldo Civirani (1917–2008), italienischer Kameramann, Filmregisseur und Drehbuchautor
- Osvaldo Héctor Cruz (1931–2023), argentinischer Fußballspieler
- Osvaldo Dorticós (1919–1983), Präsident der Republik Kuba
- Osvaldo Dragún (1929–1999), argentinischer Dramatiker
- Osvaldo Fattori (1922–2017), italienischer Fußballspieler und -trainer
- Osvaldo Langini (1922–2016), italienischer Filmregisseur und Drehbuchautor
- Osvaldo Lourenço Filho (* 1987), brasilianischer Fußballspieler
- Osvaldo Fresedo (1897–1984), argentinischer Musiker
- Osvaldo Golijov (* 1960), argentinischer Komponist osteuropäischer, jüdischer Abstammung
- Osvaldo Jeanty (* 1983), kanadischer Basketballtrainer und ehemaliger -spieler
- Osvaldo Licini (1894–1958), italienischer Maler
- Osvaldo Ramón López (* 1971), argentinischer Rechtsanwalt und Politiker
- Osvaldo Lenine Macedo Pimentel (* 1959), brasilianischer Musiker, siehe Lenine (Musiker)
- Osvaldo Ovejero (* 1960), österreichisch-argentinischer Dirigent, Komponist und Cellist
- Osvaldo Pugliese (1905–1995), argentinischer Tango-Musiker
- Osvaldo Sánchez (* 1958), kubanischer Kunstkritiker und Kurator
- Osvaldo Soriano (1943–1997), argentinischer Schriftsteller und Journalist
- Osvaldo Suárez (1934–2018), argentinischer Leichtathlet
- Osvaldo Zambrana (* 1981), bolivianischer Schachspieler
- Osvaldo Zubeldía (1927–1982), argentinischer Fußballspieler und -trainer

Zwischenname:
- Daniel Osvaldo Scioli (* 1957), argentinischer Vizepräsident
- Miguel Osvaldo Etchecolatz (1929–2022), ranghoher argentinischer Polizist und Verbrecher
- Óscar Osvaldo García Montoya (* 1974/75), mutmaßlicher mexikanischer Verbrecher

### Oswaldo
- Oswaldo Alanís (* 1989), mexikanischer Fußballspieler
- Oswaldo Aranha (1894–1960), brasilianischer Politiker
- Oswaldo Brenes Álvarez (1942–2013), römisch-katholischer Bischof von Ciudad Quesada
- Oswaldo Cordeiro de Farias (1901–1981), brasilianischer Marschall und Politiker
- Oswaldo Cruz (1872–1917), brasilianischer Arzt und Beamter der öffentlichen Gesundheit
- Oswaldo Guayasamín (1919–1999), ecuadorianischer Maler und Bildhauer
- Oswaldo López Arellano (1921–2010), honduranischer Politiker, zwei Mal Präsident von Honduras
- Oswaldo Martinolli (* 1929), ehemaliger argentinischer Fußballspieler
- Oswaldo Negri (* 1964), brasilianischer Autorennfahrer
- Oswaldo Novoa (* 1982), mexikanischer Boxer im Strohgewicht
- Oswaldo Payá (1952–2012), kubanischer Bürgerrechtler
- Oswaldo Piazza (* 1947), argentinischer Fußballspieler
- Oswaldo Ramírez (* 1947), peruanischer Fußballspieler
- Oswaldo Sánchez (* 1973), mexikanischer Fußballspieler

### Familienname Osvaldo
- Pablo Daniel Osvaldo (* 1986), italienisch-argentinischer Fußballspieler

## Sonstiges
- Flughafen Osvaldo Vieira International, Verkehrsflughafen bei Bissau in Guinea-Bissau